# デューラー (小惑星)
デューラー (3104 Dürer) は小惑星帯の小惑星である。1982年1月24日、ローウェル天文台のエドワード・ボーエルが発見した。
15世紀ドイツの画家アルブレヒト・デューラーに因んで命名された。